# Leon Livaić
Leon Livaić (16. listopada 2000.), hrvatski šahist i velemajstor. Član ŠK Petar Sedlar-Pepe, Kaštel Novi.
FIDE Elo rejting mu je 2495 u standardnom šahu, a u brzopoteznim kategorijama "rapid" 2305, a u kategoriji "blitz" 2461 u listopadu 2019. godine. Listopada 2019. među aktivnim hrvatskim šahistima bio je na 14. mjestu (15. ukupno), među aktivnim europskim šahistima na 615. mjestu, a među aktivnim svjetskim šahistima bio je na 838. mjestu.
Rejting od 2300 rejting prešao je 1. rujna 2015. godine a rejting od 2400 bodova prešao je 1. svibnja 2016. godine. FIDE majstor je od 2015. godine, međunarodni majstor je od 2017. godine te velemajstor od 2022. Najviši rejting u standardnom šahu po Elo rankingu postigao je u travnju 2023. godine, 2591 bodova.
2016. godine podijelio je 3. mjesto na svjetskom prvenstvu za šahiste do 16 godina. U listopadu 2017. osvojio je naslov svjetskog prvaka u ubrzanom šahu u kategoriji do 18 godina.
Sudionik Svjetskoga šahovskog prvenstva mladih u Grčkoj 2018. godine i 20. Pojedinačnog Europskog šahovskog prvenstva održanog ožujka 2019. u Skoplju.

## Vanjske poveznice
- Leon Livaić na Chessgames.com
- Youtube, Chessessentials Blindfold chess with IM Leon Livaić